# غريغ كوهن
غريغ كوهن (بالإنجليزية: Greg Cohen)‏ هو موسيقي أمريكي، ولد في 13 يونيو 1953 في لوس أنجلوس في الولايات المتحدة.

## وصلات خارجية
- غريغ كوهن على موقع ميوزك برينز (الإنجليزية)
- غريغ كوهن على موقع أول ميوزيك (الإنجليزية)
- غريغ كوهن على موقع ديسكوغز (الإنجليزية)